# Saint-Pierre-d'Argençon

Saint-Michel-de-Chaillol este o comună în departamentul Hautes-Alpes, Franța. În 1 ianuarie 2022 avea o populație de 154 de locuitori.